# Asparagus cochinchinensis
Asparagus cochinchinensis — вид рослин із родини холодкових (Asparagaceae).

## Біоморфологічна характеристика

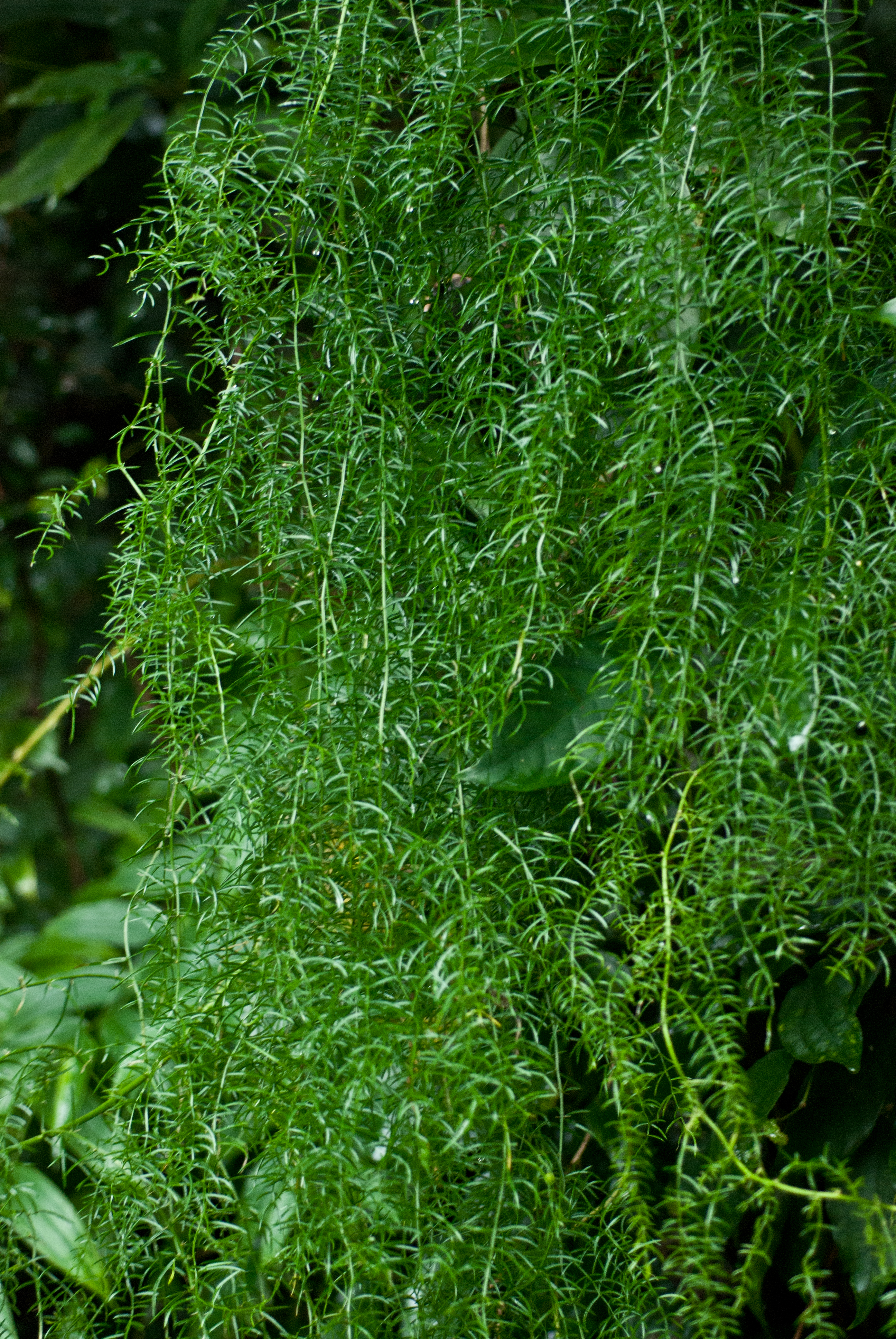

Це дводомна трав'яниста рослина. Коріння з набряклою бульбовою частиною. Стебла виткі, 1–2 метри, проксимально злегка здерев'янілі; гілки кутасті чи вузькокрилі. Листова шпора іноді колюча. Кладодії зазвичай в пучках по 3, плоскі чи злегка 3-кутні, 5–80 × 1–2 мм. Суцвіття розвиваються після кладодій, пазушні. Квіти обох статей зазвичай парні, нерівні; квітконіжка 2–6 мм, члениста посередині. Чоловічі квітки: оцвітина зеленувата, дзвінчаста 2.5–3 мм. Ягода зелена, 6–7 мм у діаметрі, 1- чи 2-насінна. Період цвітіння: травень і червень; період плодоношення: вересень.

## Середовище проживання
Поширений на південному сході Азії — Китай, Корея, Японія, Тайвань, Лаос, В'єтнам, Філіппіни.
Населяє малолісисті схили, узбіччя доріг, пусті поля; від приблизно рівня моря до 1700 метрів.

## Використання
Бульбові корені використовуються як ліки в традиційній китайській та корейській медицині.